# Утичий
Утичий — небольшой остров Шантарского архипелага. Расположен в 8 км от мыса Радужного Большого Шантара. Длина острова составляет около 2,5 км, ширина не превышает 500 м.
На острове располагаются самые крупные на архипелаге колонии очкового чистика. Например в 1991—1992 годах на Утичьем гнездилось 17500 пар. Есть лежбища тюленей.
Остров входит в состав Государственного природного заказника федерального значения «Шантарские острова».